# Gare de Mariero
La gare de Mariero , est une halte ferroviaire de la ligne de Jær située dans la commune de Stavanger

## Situation ferroviaire
La gare se situe à 4,13 km de Stavanger. 

## Histoire
La halte ferroviaire fut mise en service en 1880. Lors du doublement de la ligne entre Stavanger et Sandnes, la halte ferroviaire dû être déplacée 100 m au sud.
Les premiers plans du tracé ne permettaient pas de répondre aux exigences de sécurité; ce qui a obligé à déplacer la halte et à redresser la courbe afin de pouvoir construire un quai qui puisse faire 100 m de long (pouvant être encore agrandi jusqu'à 170 m). Autre conséquence, un petit port de plaisance se trouvait dans le Gandsfjorden, mais en raison du nouveau tracé, il a fallu déménager le port de plaisance. Il aura également fallu créer une nouvelle route entre la nouvelle halte et le Gandsfjorden,.
La nouvelle halte ferroviaire fut mise en service en 2009.

## Service des voyageurs

### Accueil
La gare n'a ni salle d'attente, ni guichet mais une aubette et un automate. Il y a un parking de 30 places et un parc à vélo couvert.

### Desserte
Mariero est desservi par des trains locaux en direction d'Egersund et de Stavanger.

## Ligne de Jær
| Origine  | Arrêt précédent | Train | Train         | Train | Arrêt suivant | Destination |
| -------- | --------------- | ----- | ------------- | ----- | ------------- | ----------- |
| Egersund | Jåttåvågen      |       | [Non indiqué] |       | Paradis       | Stavanger   |